# Distrito Histórico Warren-Prentis
El Distrito Histórico Warren-Prentis es un distrito histórico en Detroit, la ciudad más poblada del estado de Michigan (Estados Unidos). Incluye las calles Prentis, Forest, Hancock y el lado sur de Warren, que van desde la avenida Woodward en el oriente hasta Tercera Avenida en el occidente. Fue incluido en el Registro Nacional de Lugares Históricos en 1997. 
Incluye edificios residenciales, comerciales, institucionales y religiosos, muchos de ellos anteriores a los años 1930.

## Historia
La tierra incluida en el Distrito Histórico Warren-Prentis era originalmente Park Lots, Cass Farm y Jones / Crane Farm; estas parcelas se subdividieron a finales del siglo XIX. Debido en parte al gran tamaño de los lotes y las líneas de tranvías a lo largo de Woodward y Third, el distrito se hizo popular entre los empresarios y profesionales de clase alta de Detroit que se mudaban del centro de la ciudad. Varios de estos ciudadanos se trasladaron a la zona en el período comprendido entre 1880 y 1895, encargando residencias.
A finales de la década de 1880, la vida en apartamentos se hizo más popular y la construcción de dúplex y apartamentos pequeños aumentó, mientras que la construcción de viviendas unifamiliares disminuyó. El desarrollo comercial en el área aumentó a principios del siglo XX, alcanzando su punto máximo en los años entre la Primera Guerra Mundial y la Gran Depresión.
El área disminuyó durante la Depresión, ya que las casas unifamiliares más grandes se volvieron demasiado costosas para mantener el ritmo. Estas casas se dividieron en unidades de alquiler y el área se utilizó por completo durante los años de auge de la Segunda Guerra Mundial. El área nuevamente comenzó a declinar en la posguerra, pero en la década de 1990 se han hecho evidentes signos de reactivación, ya que la cercana Universidad Estatal de Wayne y el Centro Médico de Detroit atraen gente al área.

## Estructuras

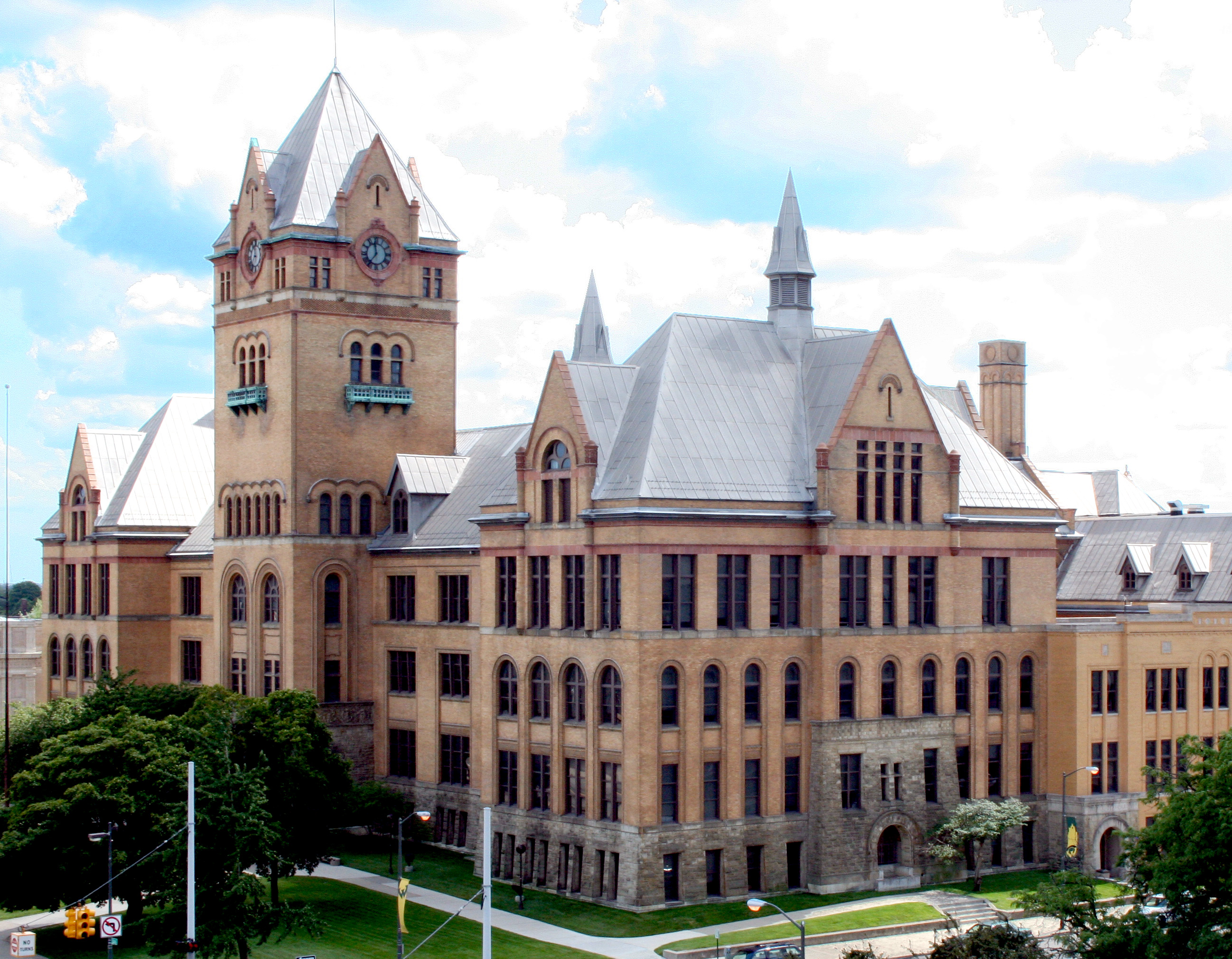
Old Main

Hay 108 estructuras históricas individuales en el distrito histórico de Warren-Prentis. Estos incluyen algunos edificios de importancia histórica individual:
- Casa de Perry McAdow (4605 Cass Avenue, en Prentis)
- Casa de William C. Boydell (4614 Cass Avenue, en Prentis)
- Casa Thompson (4756 Cass Avenue, en Hancock)
- Casa de George W. Loomer (71 W. Hancock Avenue)
- Casa Mulford T. Hunter (77 W. Hancock Avenue)
- Casa Mackenzie (4735 Cass Avenue)
- Hilberry Theatre (4743 Cass Avenue, en Hancock)
- Escuela Secundaria Central (Old Main) (4841 Cass Avenue, en Hancock)

## Galería

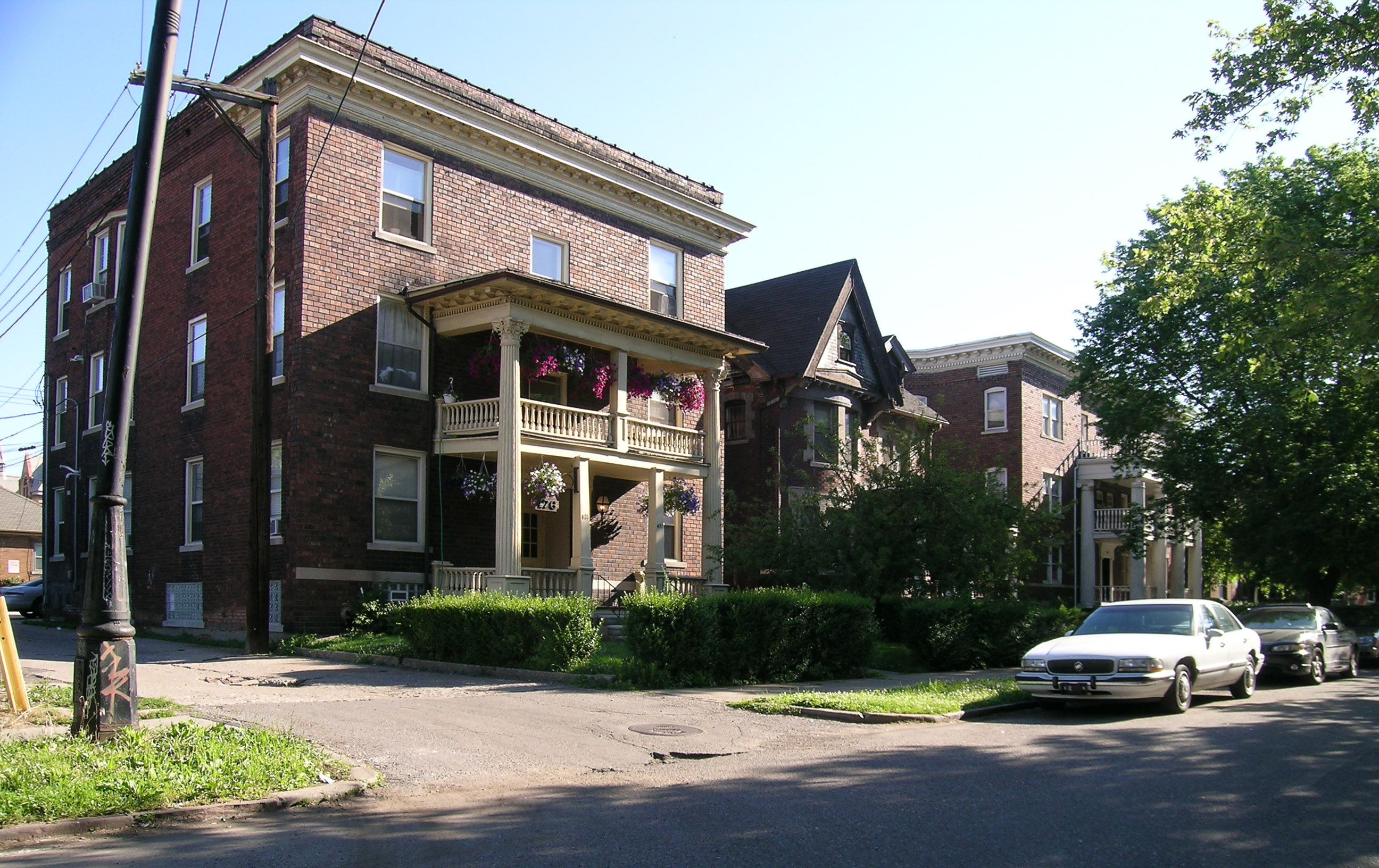
Prentis Street entre Second y Cass, que muestra viviendas unifamiliares y apartamentos pequeños
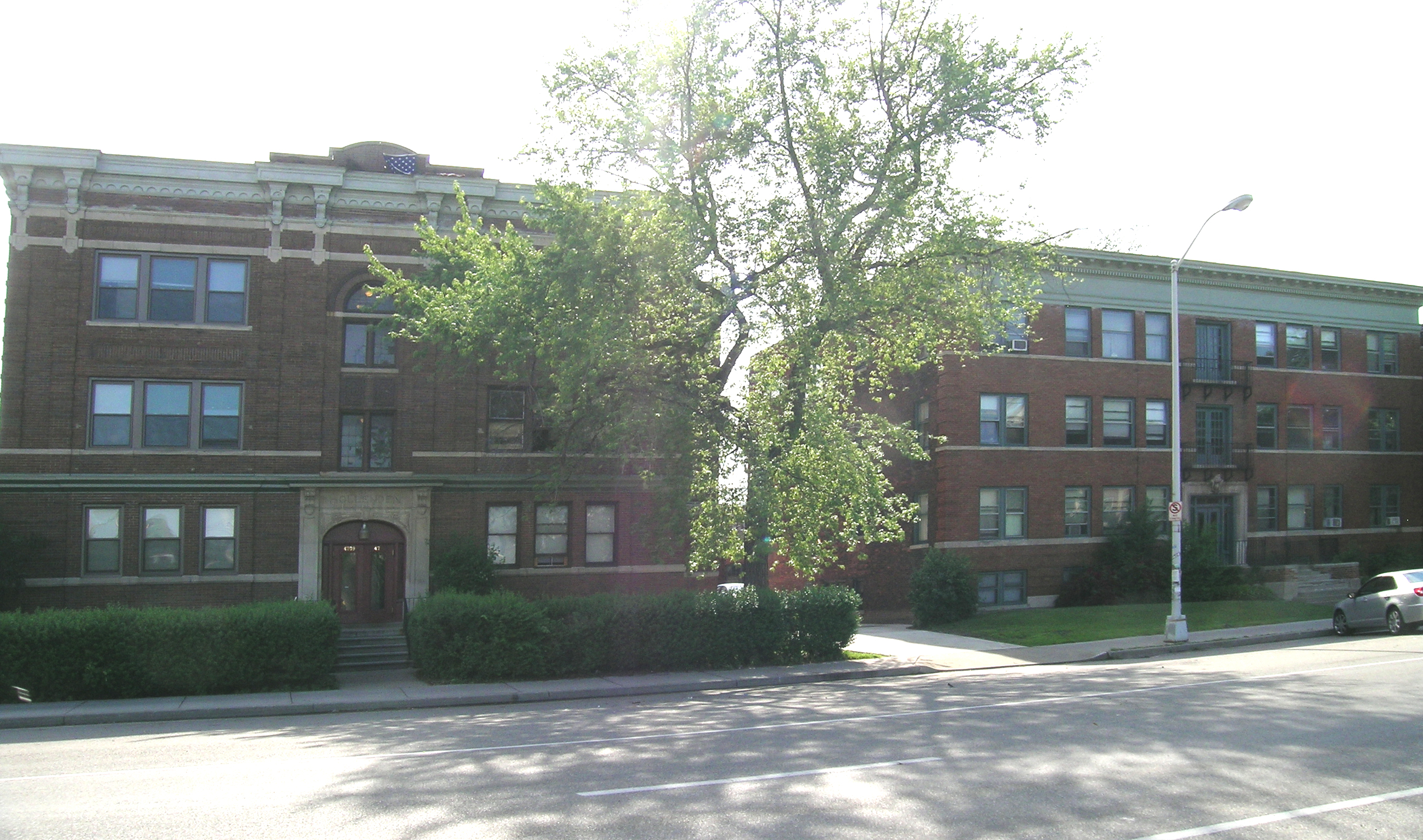
Apartamentos en Second y Forest en el distrito histórico de Warren-Prentis
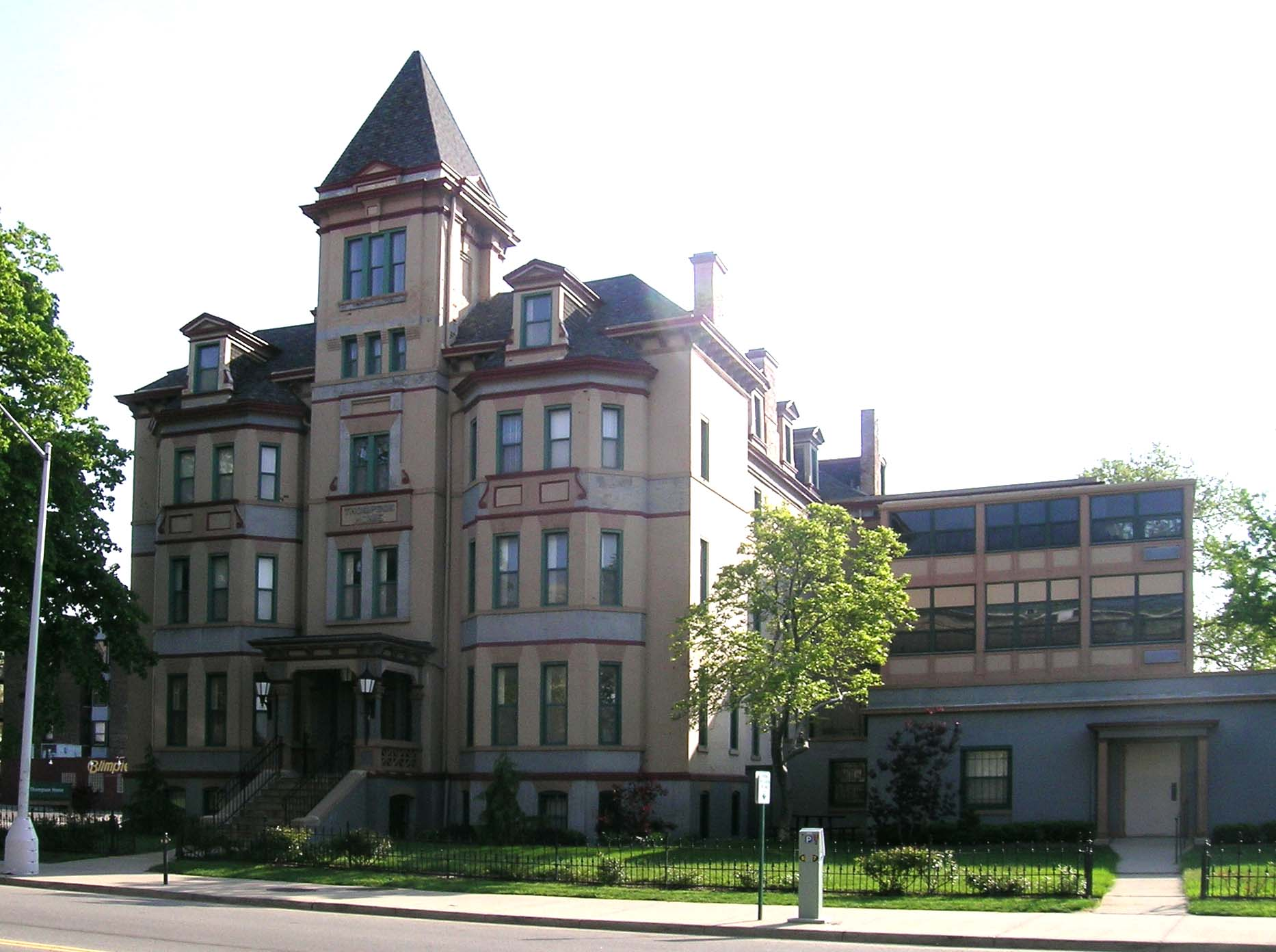
Casa Thompson
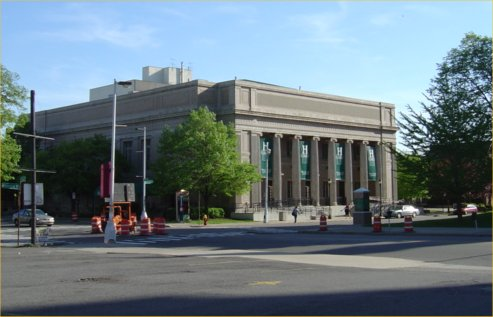
Teatro Hilberry